# سیارک ۲۱۷۲۷
سیارک ۲۱۷۲۷ (به انگلیسی: 21727 Rhines، نامگذاری:1999RY135) بیست و یک هزار و هفتصد و بیست و هفتمین سیارک کشف شده‌است که در ۹ سپتامبر ۱۹۹۹ کشف شد.
قدر مطلق سیارک برابر ۱۱.۷ است.